# EPrix van Mexico-Stad 2019
De ePrix van Mexico-Stad 2019, een race uit het Formule E-kampioenschap, werd gehouden op 16 februari 2019 op het Autódromo Hermanos Rodríguez. Het was de vierde race van het seizoen.
De race, die een half uur werd stilgelegd na een crash tussen Nelson Piquet jr., Jean-Éric Vergne en Alexander Sims, werd gewonnen door Lucas di Grassi voor het team Audi Sport ABT Schaeffler, die enkele meters voor de finish de zonder energie geraakte Mahindra Racing-coureur Pascal Wehrlein inhaalde. Wehrlein kreeg echter kort na afloop van de race een straf van vijf seconden vanwege het afsnijden van een chicane en viel zodoende terug naar de zesde plaats. Hierdoor ging de tweede plaats naar BMW i Andretti Motorsport-coureur António Félix da Costa, terwijl Venturi Formula E Team-rijder Edoardo Mortara het podium compleet maakte.

## Kwalificatie
| Pos                 | No | Coureur                | Team                        | Q1        | Q2     | Grid |
| ------------------- | -- | ---------------------- | --------------------------- | --------- | ------ | ---- |
| 1                   | 94 | Pascal Wehrlein        | Mahindra Racing             | 59.604    | 59.347 | 1    |
| 2                   | 11 | Lucas di Grassi        | Audi Sport ABT Schaeffler   | 59.739    | 59.653 | 2    |
| 3                   | 19 | Felipe Massa           | Venturi Formula E Team      | 59.719    | 59.695 | 3    |
| 4                   | 22 | Oliver Rowland         | Nissan e.Dams               | 59.593    | 59.808 | 4    |
| 5                   | 28 | António Félix da Costa | BMW i Andretti Motorsport   | 59.778    | 59.819 | 5    |
| 6                   | 23 | Sébastien Buemi        | Nissan e.Dams               | 59.763    | 59.949 | 6    |
| 7                   | 27 | Alexander Sims         | BMW i Andretti Motorsport   | 59.782    |        | 7    |
| 8                   | 25 | Jean-Éric Vergne       | DS Techeetah Formula E Team | 59.802    |        | 8    |
| 9                   | 48 | Edoardo Mortara        | Venturi Formula E Team      | 59.935    |        | 9    |
| 10                  | 16 | Oliver Turvey          | NIO Formula E Team          | 59.936    |        | 10   |
| 11                  | 3  | Nelson Piquet jr.      | Panasonic Jaguar Racing     | 59.959    |        | 11   |
| 12                  | 36 | André Lotterer         | DS Techeetah Formula E Team | 1:00.050  |        | 12   |
| 13                  | 8  | Tom Dillmann           | NIO Formula E Team          | 1:00.192  |        | 13   |
| 14                  | 6  | Felipe Nasr            | Geox Dragon Racing          | 1:00.210  |        | 14   |
| 15                  | 7  | José María López       | Geox Dragon Racing          | 1:00.293  |        | 15   |
| 16                  | 17 | Gary Paffett           | HWA Racelab                 | 1:00.340  |        | 16   |
| 17                  | 4  | Robin Frijns           | Envision Virgin Racing      | 1:00.375  |        | 20   |
| 18                  | 20 | Mitch Evans            | Panasonic Jaguar Racing     | 1:00.424  |        | 17   |
| 19                  | 64 | Jérôme d'Ambrosio      | Mahindra Racing             | 1:00.455  |        | 18   |
| 20                  | 5  | Stoffel Vandoorne      | HWA Racelab                 | 1:00.844  |        | 19   |
| 21                  | 66 | Daniel Abt             | Audi Sport ABT Schaeffler   | 1:00.936  |        | 21   |
| 110%-tijd: 1:05.552 |    |                        |                             |           |        |      |
| 22                  | 2  | Sam Bird               | Envision Virgin Racing      | geen tijd |        | 22   |

## Race
| Pos | No | Coureur                | Team                        | Rondes | Tijd/Oorzaak uitval | Grid | Punten |
| --- | -- | ---------------------- | --------------------------- | ------ | ------------------- | ---- | ------ |
| 1   | 11 | Lucas di Grassi        | Audi Sport ABT Schaeffler   | 45     | 1:13:15.422         | 2    | 25     |
| 2   | 28 | António Félix da Costa | BMW i Andretti Motorsport   | 45     | +0.436              | 5    | 18     |
| 3   | 48 | Edoardo Mortara        | Venturi Formula E Team      | 45     | +0.745              | 9    | 15     |
| 4   | 64 | Jérôme d'Ambrosio      | Mahindra Racing             | 45     | +1.159              | 18   | 12     |
| 5   | 36 | André Lotterer         | DS Techeetah Formula E Team | 45     | +1.785              | 12   | 10     |
| 6   | 94 | Pascal Wehrlein        | Mahindra Racing             | 45     | +5.210              | 1    | 12     |
| 7   | 20 | Mitch Evans            | Panasonic Jaguar Racing     | 45     | +5.800              | 17   | 6      |
| 8   | 19 | Felipe Massa           | Venturi Formula E Team      | 45     | +8.084              | 3    | 4      |
| 9   | 2  | Sam Bird               | Envision Virgin Racing      | 45     | +8.356              | 22   | 2      |
| 10  | 66 | Daniel Abt             | Audi Sport ABT Schaeffler   | 45     | +8.438              | 21   | 1      |
| 11  | 4  | Robin Frijns           | Envision Virgin Racing      | 45     | +9.044              | 20   |        |
| 12  | 16 | Oliver Turvey          | NIO Formula E Team          | 45     | +11.252             | 10   |        |
| 13  | 25 | Jean-Éric Vergne       | DS Techeetah Formula E Team | 45     | +19.153             | 8    |        |
| 14  | 27 | Alexander Sims         | BMW i Andretti Motorsport   | 45     | +20.471             | 7    |        |
| 15  | 8  | Tom Dillmann           | NIO Formula E Team          | 45     | +20.871             | 13   |        |
| 16  | 17 | Gary Paffett           | HWA Racelab                 | 45     | +23.272             | 16   |        |
| 17  | 7  | José María López       | Geox Dragon Racing          | 45     | +41.542             | 15   |        |
| 18  | 5  | Stoffel Vandoorne      | HWA Racelab                 | 45     | +43.425             | 19   |        |
| 19  | 6  | Felipe Nasr            | Geox Dragon Racing          | 45     | +1:56.160           | 14   |        |
| DNF | 22 | Oliver Rowland         | Nissan e.Dams               | 44     | Geen energie        | 4    |        |
| DNF | 23 | Sébastien Buemi        | Nissan e.Dams               | 44     | Geen energie        | 6    |        |
| DNF | 3  | Nelson Piquet jr.      | Panasonic Jaguar Racing     | 2      | Ongeluk             | 11   |        |

## Tussenstanden wereldkampioenschap

### Coureurs
| Positie | No. | Rijder                 | Team                        | Punten |
| ------- | --- | ---------------------- | --------------------------- | ------ |
| 01      | 64  | Jérôme d'Ambrosio      | Mahindra Racing             | 53     |
| 02      | 28  | António Félix da Costa | BMW i Andretti Motorsport   | 46     |
| 03      | 2   | Sam Bird               | Envision Virgin Racing      | 45     |
| 04      | 11  | Lucas di Grassi        | Audi Sport ABT Schaeffler   | 34     |
| 05      | 94  | Pascal Wehrlein        | Mahindra Racing             | 30     |
| 06      | 36  | André Lotterer         | DS Techeetah Formula E Team | 29     |
| 07      | 4   | Robin Frijns           | Envision Virgin Racing      | 28     |
| 08      | 25  | Jean-Éric Vergne       | DS Techeetah Formula E Team | 28     |
| 09      | 20  | Mitch Evans            | Panasonic Jaguar Racing     | 28     |
| 10      | 48  | Edoardo Mortara        | Venturi Formula E Team      | 27     |

### Constructeurs
| Positie | Team                        | Punten |
| ------- | --------------------------- | ------ |
| 01      | Mahindra Racing             | 83     |
| 02      | Envision Virgin Racing      | 73     |
| 03      | BMW i Andretti Motorsport   | 64     |
| 04      | DS Techeetah Formula E Team | 57     |
| 05      | Audi Sport ABT Schaeffler   | 56     |
| 06      | Venturi Formula E Team      | 31     |
| 07      | Panasonic Jaguar Racing     | 29     |
| 08      | Nissan e.dams               | 21     |
| 09      | NIO Formula E Team          | 04     |
| 10      | Geox Dragon Racing          | 02     |